# Ulduz (metropolitana di Baku)
Ulduz è una stazione della Linea 1 della Metropolitana di Baku.
È stata inaugurata il 5 maggio 1970.